# 良安大宜
良安 大宜（よしやす まさたか、1994年5月12日 - ）は、岐阜県大垣市出身で、木瀬部屋所属の現役大相撲力士。本名は田邉 大宜（たなべ まさたか）。身長190.5cm、体重135.3kg。最高位は西幕下8枚目（2023年1月場所）。

## 来歴
小学校4年時から大垣ジュニアクラブ花木道場で相撲を始めた。金沢学院東高校2年時に金沢大会3位、3年時に宇佐大会2位、国体団体3位の成績を残した。高校卒業後は金沢学院大学人間健康学部スポーツ健康学科に進学し、西日本学生相撲選手権大会では2年時と3年時に団体2位、4年時に団体優勝、金沢大会で4年時に団体3位の成績を残している。
大学卒業後は大相撲の木瀬部屋に入門して、2017年3月場所で初土俵を踏んだ。初土俵同期生には若隆景、炎鵬、朝志雄らがおり、このうち炎鵬は高校と大学の同期である。同年9月場所で三段目に昇進、2場所後の2018年1月場所で幕下に昇進した。2022年11月場所で幕下15枚目以内で初めて勝ち越した。2024年1月場所から、それまで本名のままだった四股名を「良安」に改名した。

## 主な成績
2025年5月場所終了現在

### 通算成績
- 通算成績：178勝151敗7休（49場所）

### 場所別成績
| | 一月場所 初場所（東京） | 三月場所 春場所（大阪） | 五月場所 夏場所（東京） | 七月場所 名古屋場所（愛知） | 九月場所 秋場所（東京） | 十一月場所 九州場所（福岡） |
| --- | ----------------------- | ----------------------- | ----------------------- | --------------------------- | ----------------------- | --------------------------- |
| 2017年 （平成29年） | x                       | （前相撲）              | 東序ノ口6枚目 6–1       | 東序二段35枚目 6–1          | 西三段目71枚目 6–1      | 西三段目16枚目 5–2          |
| 2018年 （平成30年） | 東幕下55枚目 2–5        | 西三段目12枚目 6–1      | 西幕下36枚目 4–3        | 東幕下27枚目 3–4            | 東幕下35枚目 3–4        | 東幕下43枚目 4–3            |
| 2019年 （平成31年 /令和元年） | 東幕下35枚目 5–2        | 西幕下19枚目 3–4        | 東幕下26枚目 5–2        | 西幕下15枚目 3–4            | 東幕下20枚目 3–4        | 西幕下26枚目 3–4            |
| 2020年 （令和2年） | 東幕下34枚目 5–2        | 西幕下21枚目 3–4        | 感染症拡大 により中止   | 西幕下15枚目 3–4            | 東幕下19枚目 休場 0–0–7 | 西幕下59枚目 5–2            |
| 2021年 （令和3年） | 西幕下41枚目 4–3        | 東幕下33枚目 6–1        | 西幕下12枚目 3–4        | 西幕下17枚目 2–5            | 東幕下31枚目 4–3        | 西幕下22枚目 4–3            |
| 2022年 （令和4年） | 西幕下18枚目 4–3        | 西幕下15枚目 2–5        | 西幕下28枚目 4–3        | 西幕下22枚目 4–3            | 東幕下19枚目 4–3        | 西幕下15枚目 5–2            |
| 2023年 （令和5年） | 西幕下8枚目 3–4         | 東幕下13枚目 2–5        | 東幕下26枚目 3–4        | 西幕下36枚目 3–4            | 東幕下44枚目 5–2        | 西幕下28枚目 2–5            |
| 2024年 （令和6年） | 東幕下47枚目 4–3        | 東幕下39枚目 5–2        | 西幕下23枚目 4–3        | 西幕下16枚目 2–5            | 西幕下34枚目 2–5        | 東幕下51枚目 4–3            |
| 2025年 （令和7年） | 東幕下42枚目 2–5        | 東幕下58枚目 4–3        | 東幕下48枚目 3–4        | 西幕下58枚目 –              | x                       | x                           |
| 各欄の数字は、「勝ち-負け-休場」を示す。 優勝 引退 休場 十両 幕下 三賞：敢=敢闘賞、殊=殊勲賞、技=技能賞 その他：★=金星 番付階級：幕内 - 十両 - 幕下 - 三段目 - 序二段 - 序ノ口 幕内序列：横綱 - 大関 - 関脇 - 小結 - 前頭（「#数字」は各位内の序列） |                         |                         |                         |                             |                         |                             |

## 改名歴
- 田邉 大宜（たなべ まさたか）2017年3月場所 - 2023年11月場所
- 良安 大宜（よしやす - ）2024年1月場所 -